# Àrab hassania
El hassania és la varietat pròpia de Mauritània i el Sàhara Occidental de l'àrab dialectal, dins del subgrup de l'àrab magrebí. És parlat per uns quatre milions de persones. S'escriu igualment mitjançant l'alfabet àrab i també és parlat en zones d'Algèria, Mali i el Senegal.
El hassania es va estendre a la regió gràcies a l'arribada de la tribu àrab Banu Hassan, i va començar a ser parlat sobre un substrat lingüístic fonamentalment amazic. Així mateix, amb aquesta arribada va iniciar-se el procés d'arabització de la població amazic. El hassania té influències del wòlof, del tamashek, del zenaga, del castellà i del francès, entre altres llengües.

## Característiques lingüístiques
Contràriament al que podria semblar per la gran extensió geogràfica que ocupa, la variació dialectal del hassania és relativament petita. Així, els parlars hassania comparteixen un conjunt de trets que els caracteritzen enfront de la resta de parlars derivats de l'àrab clàssic.
Fonèticament, destaca la desaparició de l'oclusiva glotal sorda /ʔ/, que al final de síl·laba és compensada per un allargament de la vocal i el fet que la realització de la lletra qof de l'alfabet àrab (que en àrab clàssic representa una /q/) com a /g/. En l'àmbit vocàlic, el hassania distingeix fonèmicament la llargada de les vocals (curtes i llargues), i té un inventari que consisteix en 8 sons vocàlics diferents.
A més, presenta una innovació pròpia, que és el contrast fonèmic segons èmfasi (consonant emfàtica / no emfàtica). L'èmfasi és marcat per una pronúncia particular en els fonemes /s/, /z/, /t/ i /d/.
Morfològicament, presenta poques variacions respecte de l'àrab clàssic: manté l'oposició masculí / femení, generalment marcat per la /a/, també manté les formes clàssiques per al nombre. En la morfologia verbal presenta una innovació en relació amb la forma de construir les formes passives, que consisteix en afegir el prefix -u.

## Influència mútua amb el castellà delSàhara Occidental
L'àrab hassania parlat al Sàhara Occidental, a causa del fet d'haver estat una colònia espanyola, rep moltes influències en el lèxic per part del castellà. Així, Munteanu (2003) descriu l'adaptació d'algunes paraules provinents del castellà com ara mieja <cas. "almeja" (cloïssa, en català), rweida <cas. "rueda" (roda) o ricleo <cas. "recreo" (esbarjo).
Alhora, el castellà parlat pels sahrauís està influït pel hassania. Aquesta influència es dona en la «velarització de múltiples fonemes i una considerable oscil·lació vocàlica i inestabilitat de la e i la o castellanes».